# مايكي أمبروز
مايكي أمبروز (بالإنجليزية: Mikey Ambrose)‏ هو لاعب كرة قدم أمريكي في مركز الدفاع، ولد في 5 أكتوبر 1993 في إل باسو في الولايات المتحدة. شارك مع منتخب الولايات المتحدة تحت 17 سنة لكرة القدم ومنتخب الولايات المتحدة تحت 18 سنة لكرة القدم ومنتخب الولايات المتحدة تحت 20 سنة لكرة القدم. أما مع النوادي، فقد لعب مع أتلانتا يونايتد وأورلاندو سيتي واتلانتا يونايتد 2 وإنتر ميامي وتشارلستون بيتري.

## وصلات خارجية
- مايكي أمبروز على موقع الدوري الأمريكي (الإنجليزية)
- مايكي أمبروز على موقع قاعدة بيانات كرة القدم.إي يو (الإنجليزية)
- مايكي أمبروز على موقع Soccerbase.com (لاعب) (الإنجليزية)
- مايكي أمبروز على موقع Soccerway.com (الإنجليزية)
- مايكي أمبروز على موقع عالم كرة القدم.نت (الإنجليزية)